# Führichgasse
Die Führichgasse befindet sich im 1. Wiener Gemeindebezirk, der Inneren Stadt. Sie wurde 1876 nach dem in jenem Jahr verstorbenen Maler Joseph von Führich benannt.

## Geschichte
Auf dem Gebiet der heutigen Führichgasse befand sich im Mittelalter das Klarissenkloster St. Clara, das 1303 gegründet und bis 1353 zu einem großen Gebäudekomplex zwischen Kärntner Straße und Lobkowitzplatz ausgebaut worden war. Als die Klarissen 1529 vor den anrückenden Türken flohen und das Kloster verließen, wurde 1530 das Bürgerspital in den leerstehenden Gebäuden untergebracht. Den zurückkehrenden Klarissen wies man hingegen 1531 das nahegelegene St. Anna-Kloster zu, da das Bürgerspital für die Stadt unverzichtbar war.
1784–1790 wandelte man das ehemalige Bürgerspital in einen großen Zinshauskomplex um, wobei die Kirche abgerissen wurde. Hier gab es rund 220 Wohnungen, von denen einige von Künstlern aus dem benachbarten Kärntnertortheater bewohnt wurden. Es bestand bis 1873. Dann wurde es nach und nach bis 1875 abgerissen und das ganze Gelände neu parzelliert. U.a. wurde dabei 1876 auch die Führichgasse angelegt.

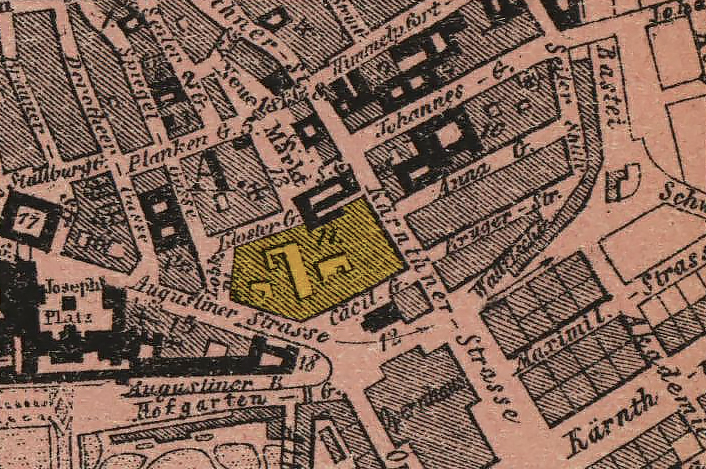
Lage des Bürgerspital-Zinshauses 1867
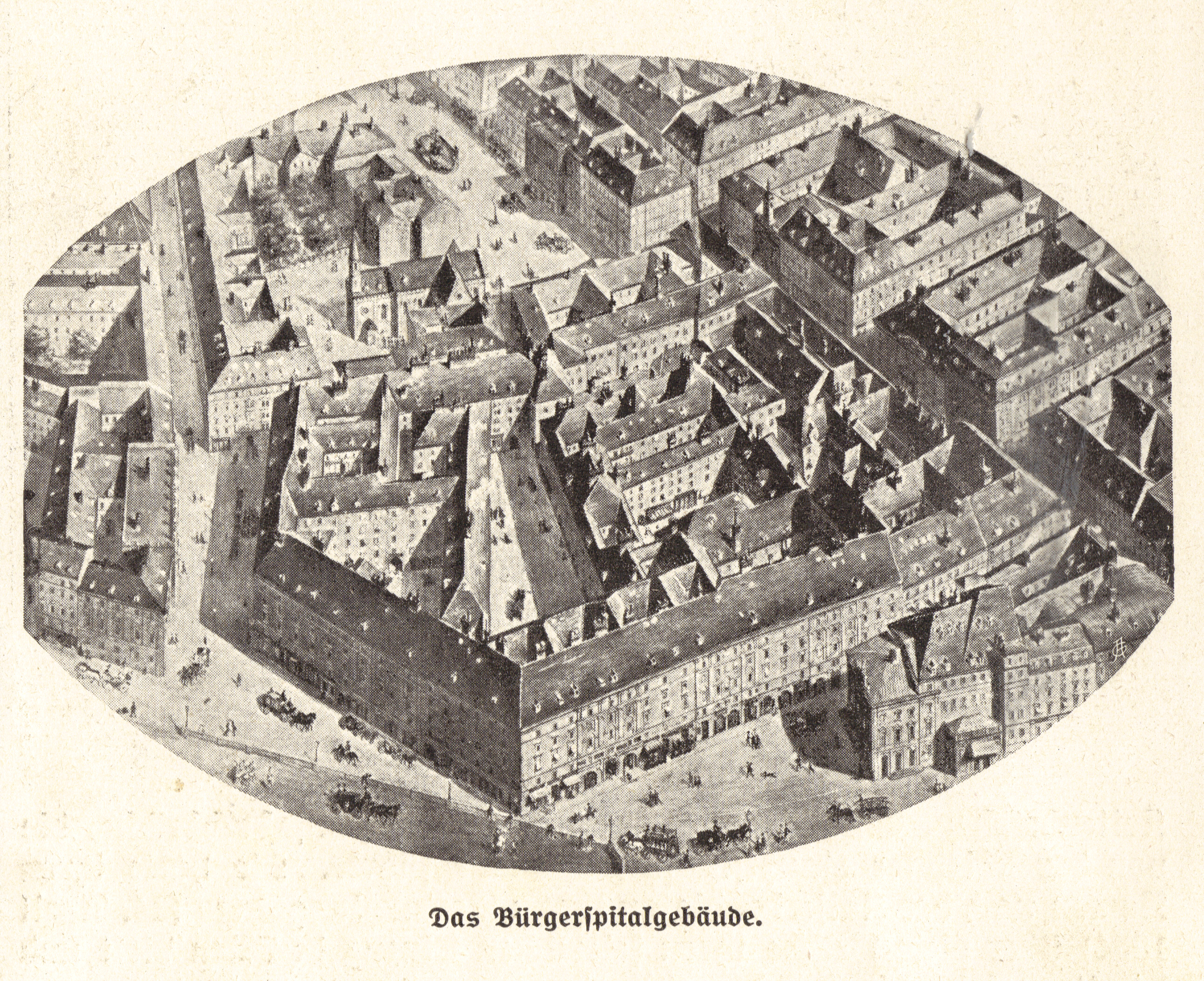
Bürgerspital-Zinshaus
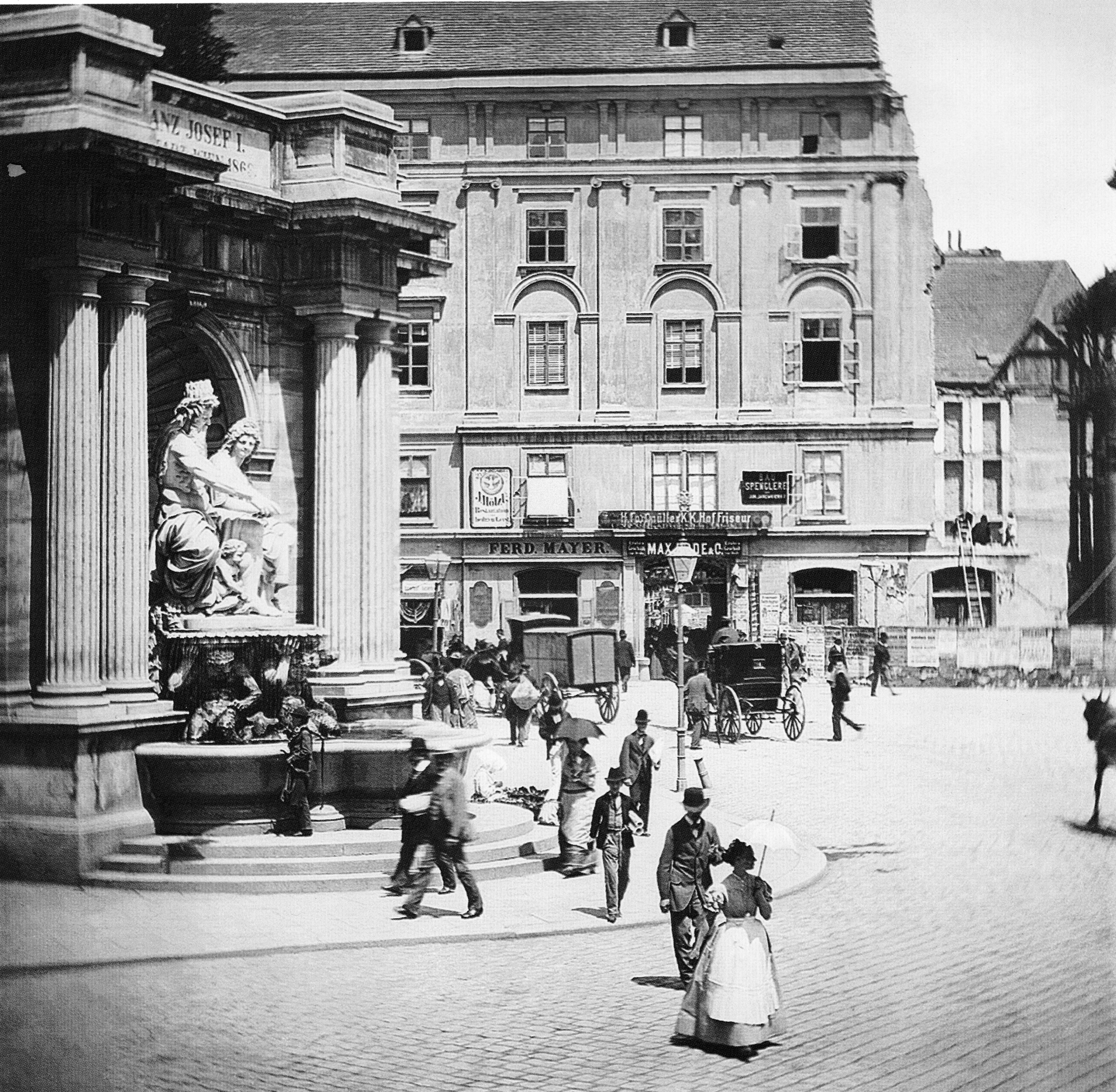
Abriss des Bürgerspital-Zinshauses um 1875

## Lage und Charakteristik
Die Führichgasse verläuft von der Kärntner Straße in westlicher Richtung bis zur Einmündung des Lobkowitzplatzes in die Augustinerstraße. Zwischen Tegetthoffstraße und Lobkowitzplatz wird sie als Einbahnstraße geführt, der Abschnitt zwischen Tegetthoffstraße und Kärntner Straße gleicht einer Sackgasse, da die Kärntner Straße eine Fußgängerzone ist und es deswegen den Großteil des Tages hier kein Weiterfahren gibt. Der Autoverkehr ist also sehr gering. Aufgrund der Lage an der Kärntner Straße und beim Albertinaplatz herrscht hingegen ein sehr lebhaftes Fußgängeraufkommen, besonders von Touristen, die auch die Hotels und Gaststätten an der Führichgasse frequentieren. Verkaufsgeschäfte bilden ebenfalls einen Anziehungspunkt.
Aufgrund der planmäßigen Anlage der Straße besteht die Verbauung sehr einheitlich aus historistischen Gebäuden, wobei die nördliche Straßenseite um 1880, die südliche Anfang des 20. Jahrhunderts entstand. Zwischen Tegetthoffstraße und Lobkowitzplatz grenzt im Süden die Grünanlage des Helmut-Zilk-Platzes an die Führichgasse.

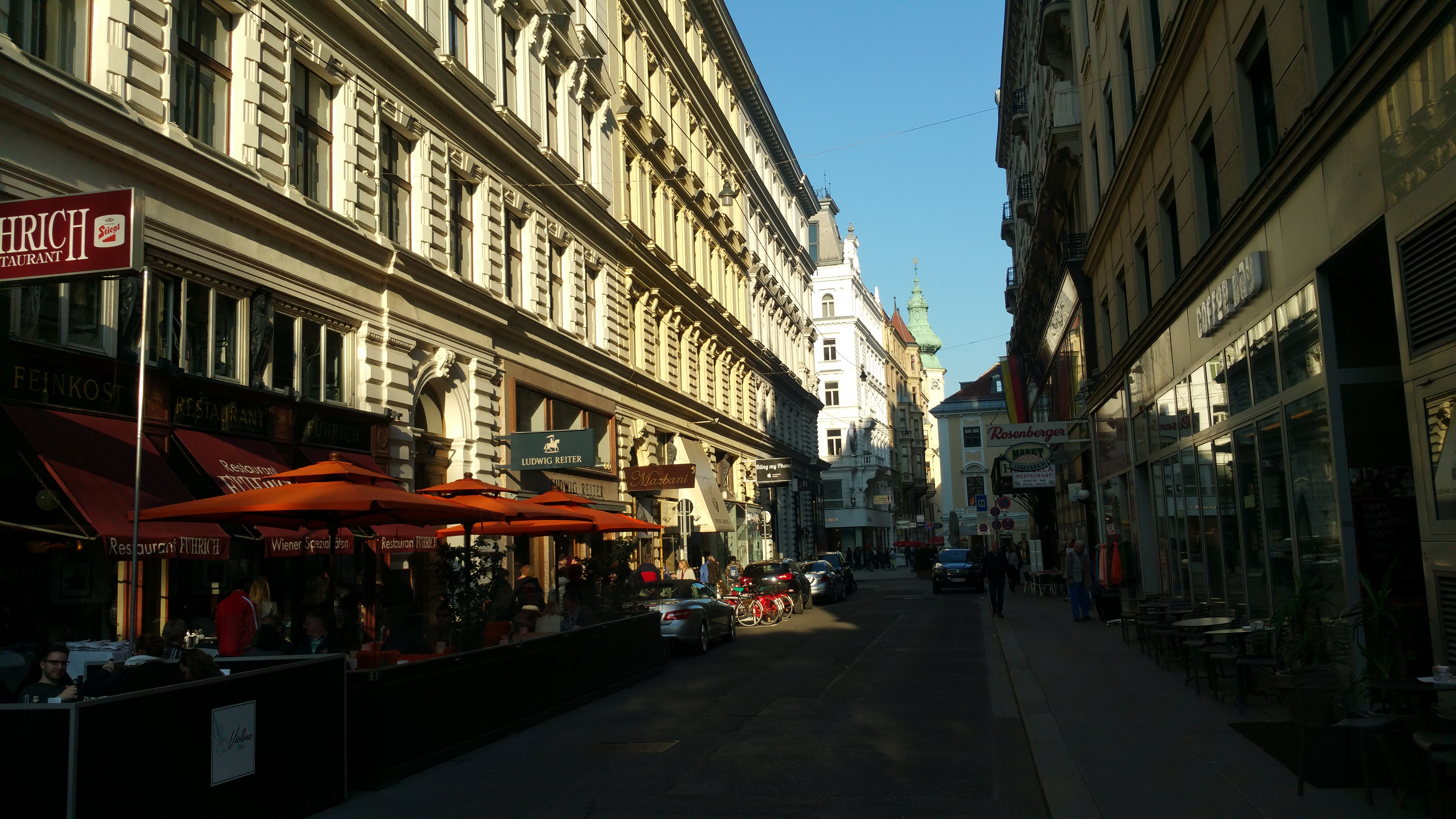
Von Tegetthoffstraße nach Osten
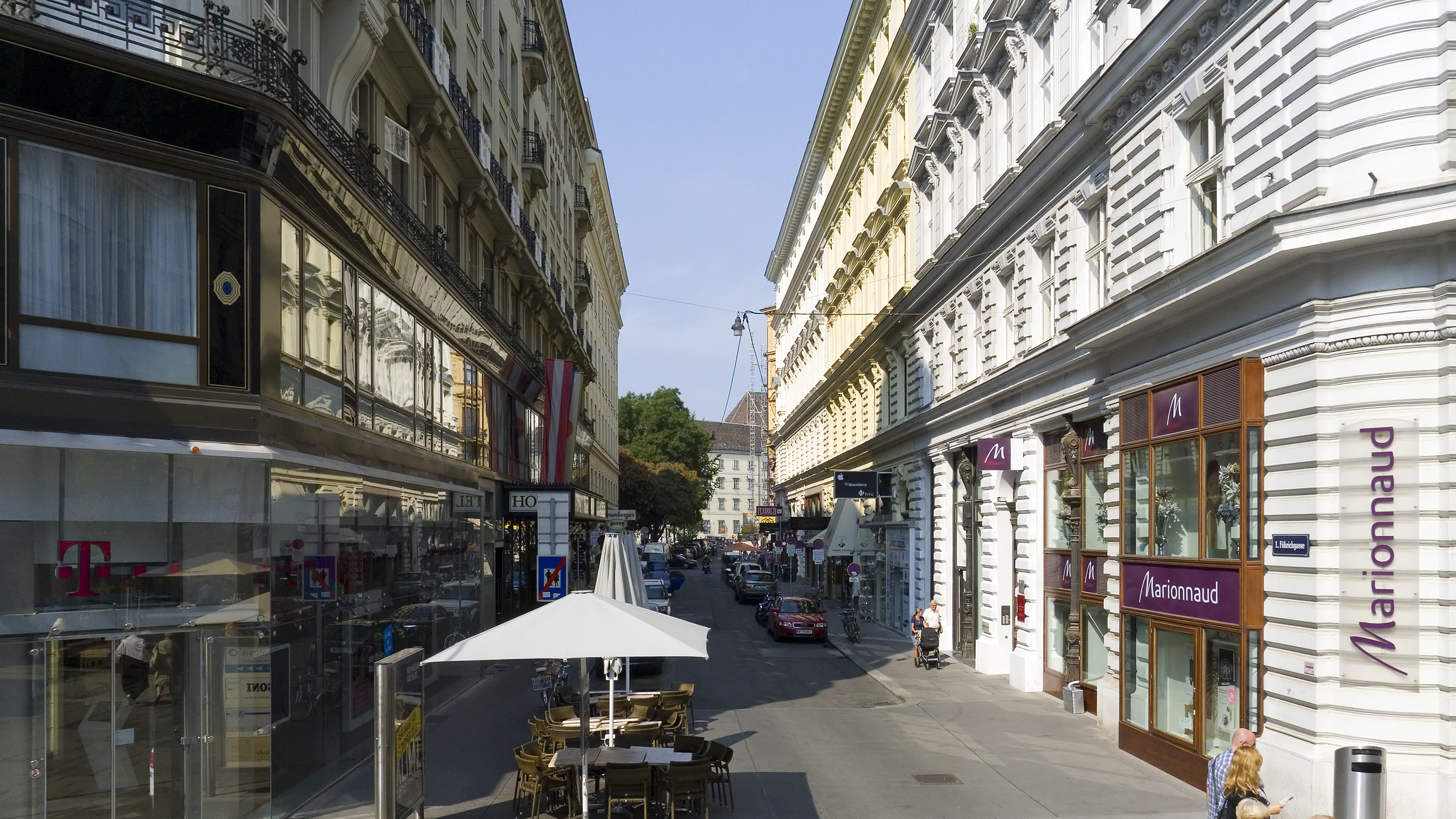
Von Kärntner Straße nach Westen
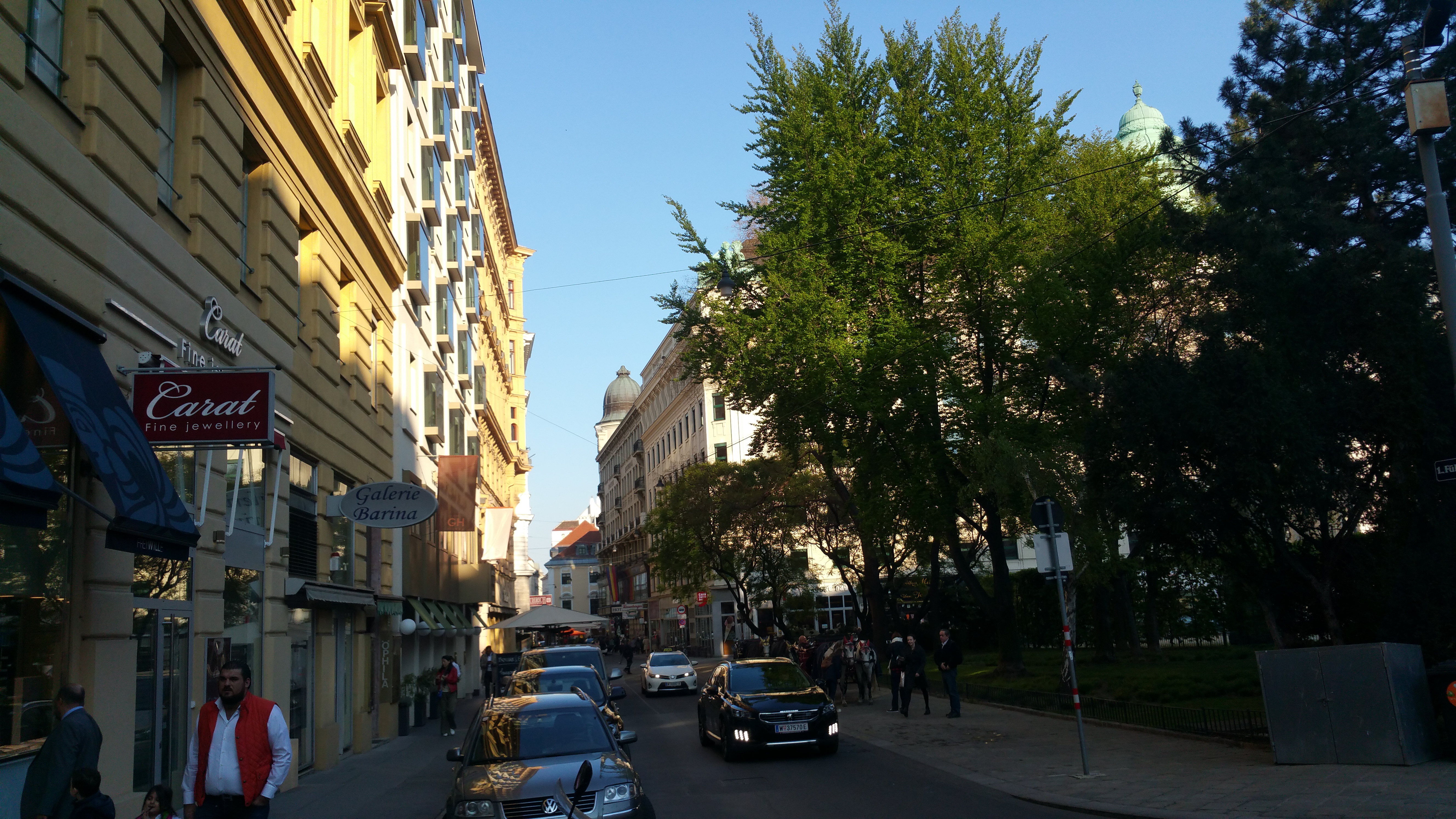
Vom Lobkowitzplatz nach Osten

## Gebäude

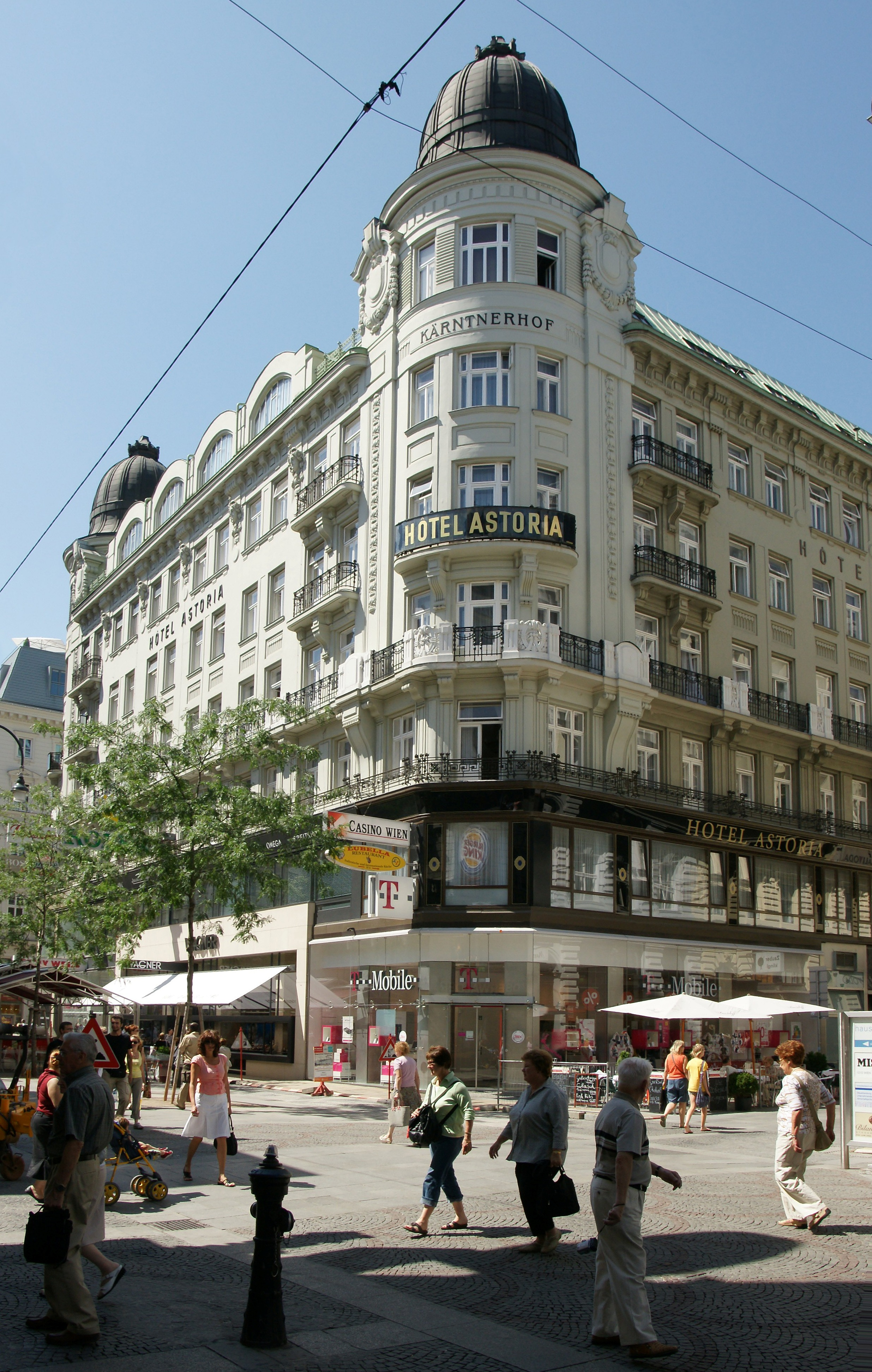
Kärntner Hof

### Nr. 1: Kärntnerhof

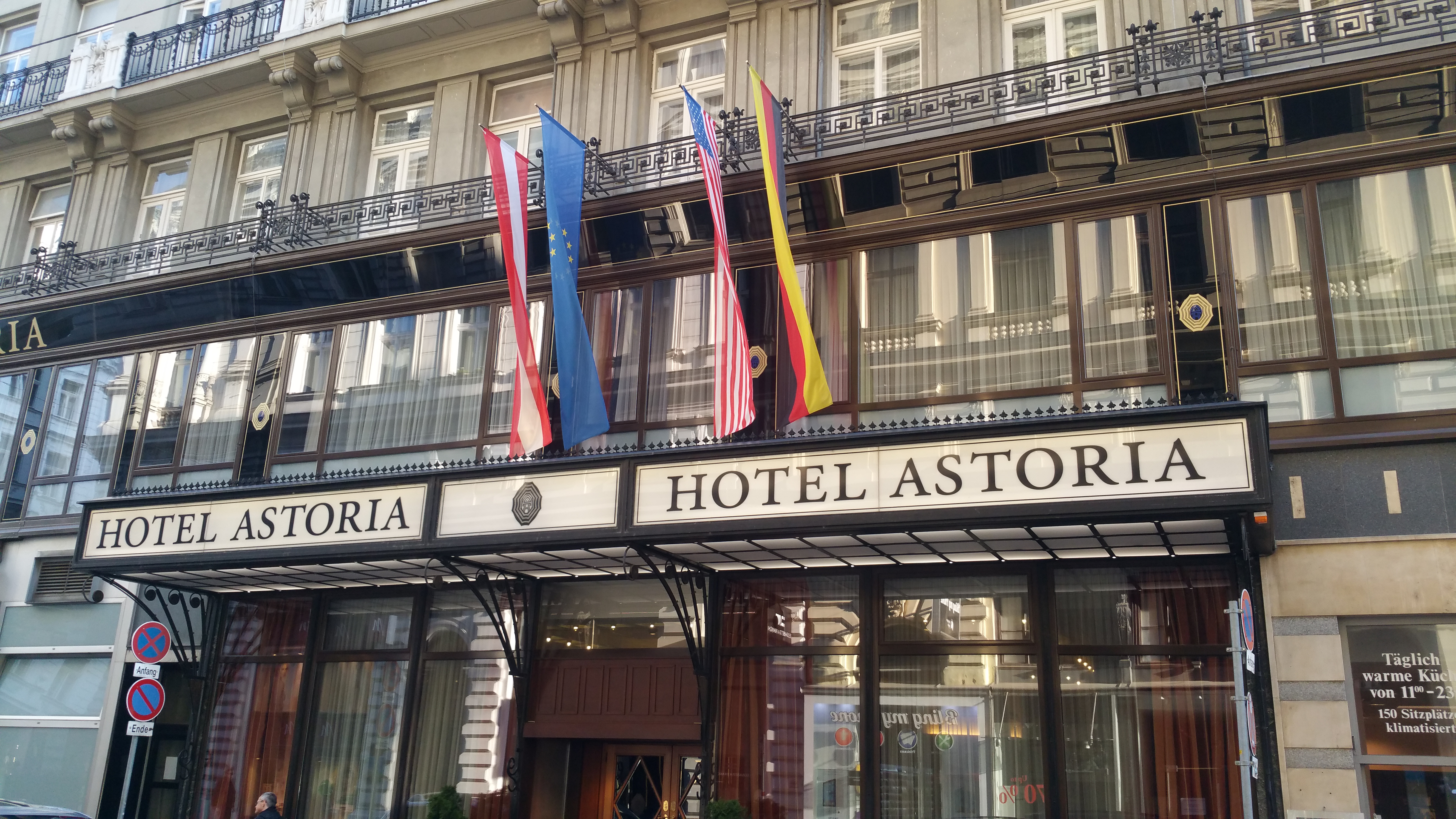
Hotel Astoria

Mit der Entstehung der Führichgasse errichtete Otto Thienemann 1875 zwischen Führichgasse, Kärntner Straße, Maysedergasse und Tegetthoffstraße den Kärntner Hof, in dem sich der Kärntner-Hof-Basar, eine dreigeschoßige glasüberdachte Einkaufspassage, befand. Dieser Gebäudekomplex wurde 1909 wieder abgerissen.
Auf dem halben Baublock zwischen Führichgasse, Kärntner Straße und Maysedergasse errichtete Franz Mörtinger 1911–1912 das Hotel Astoria im secessionistischen Stil. Es besitzt eine teilweise erhaltene Geschäftszone mit holzgerahmten großen Fenstern. Darüber reihen sich in Mezzanin und erstem Obergeschoß Balkone mit Schmiedeeisengittern. An der Fassade zur Kärntner Straße befinden sich lisenenartige vertikale Wandstreifen mit weiblichen Kopfmasken. Ein Konsolgesims schließt zum Attikageschoß ab, an dem sich zur Kärntner Straße große segmentbogige Atelierfenster befinden. Die Ecken sind turmartig überkuppelt und abgerundet und weisen breite Seitenlisenen mit Stuckierungen und Zopfgehängen auf. Das Hotelportal wurde 1962 von Otto Mayr gestaltet.
Stefan Passini stattete die Hotellobby jugendstilartig aus. Original secessionistischen Dekor findet man im Stiegenhaus bei Fenstern mit Landschaftsdarstellungen, im rückwärtigen Foyer, im Vordertrakt bei Aufzug und Geländer und im Speisesaal.

### Nr. 2, 4, 6: Haus Gomperz

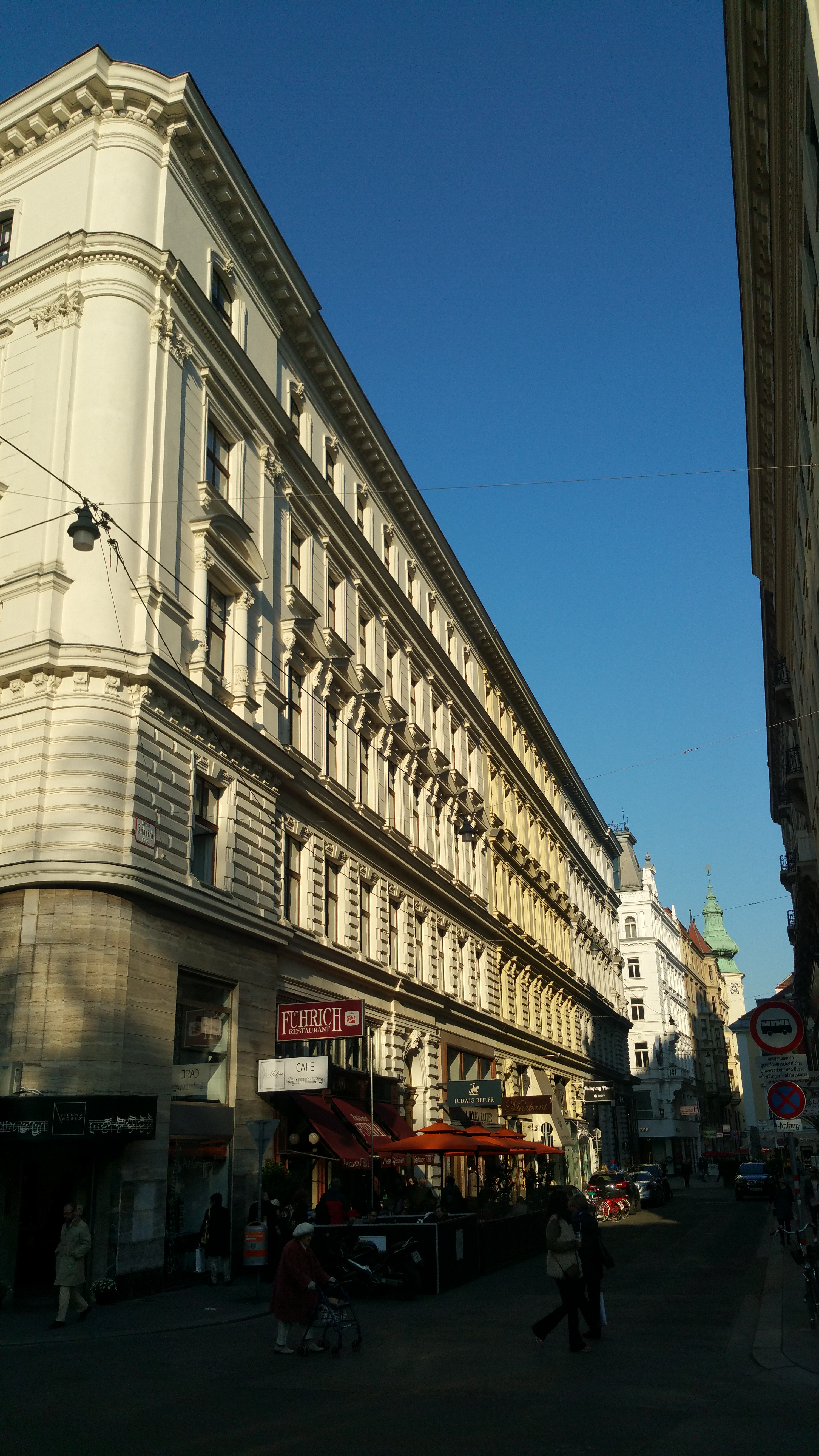
Führichgasse 2–6 (1877)

Die drei Häuser wurden 1877 von Otto Thienemann zwischen Kärntner Straße, Führichgasse und Tegetthoffstraße einheitlich und zusammengehörig in Formen der Neorenaissance errichtet. Der mittlere Bau wird symmetrisch von den beiden Eckhäusern flankiert. Der Sockel ist teilweise rustiziert und weist eine bemerkenswerte Geschäftsportalgliederung auf. Die glatte Oberzone besitzt Fenster mit korinthischen Pilasterädikulen und korinthischen Halbsäulenädikulen sowie an den Eckrisaliten korinthische Riesenpilaster. Das Attikageschoß wird durch ein Konsolgesims abgeschlossen. Die Rundbogenportale weisen noch originale Holztüren mit Beschlägen auf. Die Foyers sind pilastergegliedert und haben an den Stuckplafonds Oberlichten mit Radfenstern. Die Geländer in den Stiegenhäuser und zwei Aufzüge sind noch original erhalten.
Im Haus Nr. 6 befindet sich die dänische Botschaft.

### Nr. 3: Riunione Adriatica di Sicurtà
Nach dem Abriss des Kärntner Hofes entstand auf dem zweiten halben Baublock zwischen Führichgasse, Tegetthoffstraße und Maysedergasse das Versicherungsgebäude für die Riunione Adriatica von Ludwig Baumann (1911–1913). Über der Ecke Führichgasse / Tegetthoffstraße ist die Metallskulptur einer weiblichen Sitzfigur zu sehen, am Attikageschoß Knabenskulpturen.
Das Gebäude liegt an der Hauptadresse Tegetthofstr. 7 und steht unter Denkmalschutz.

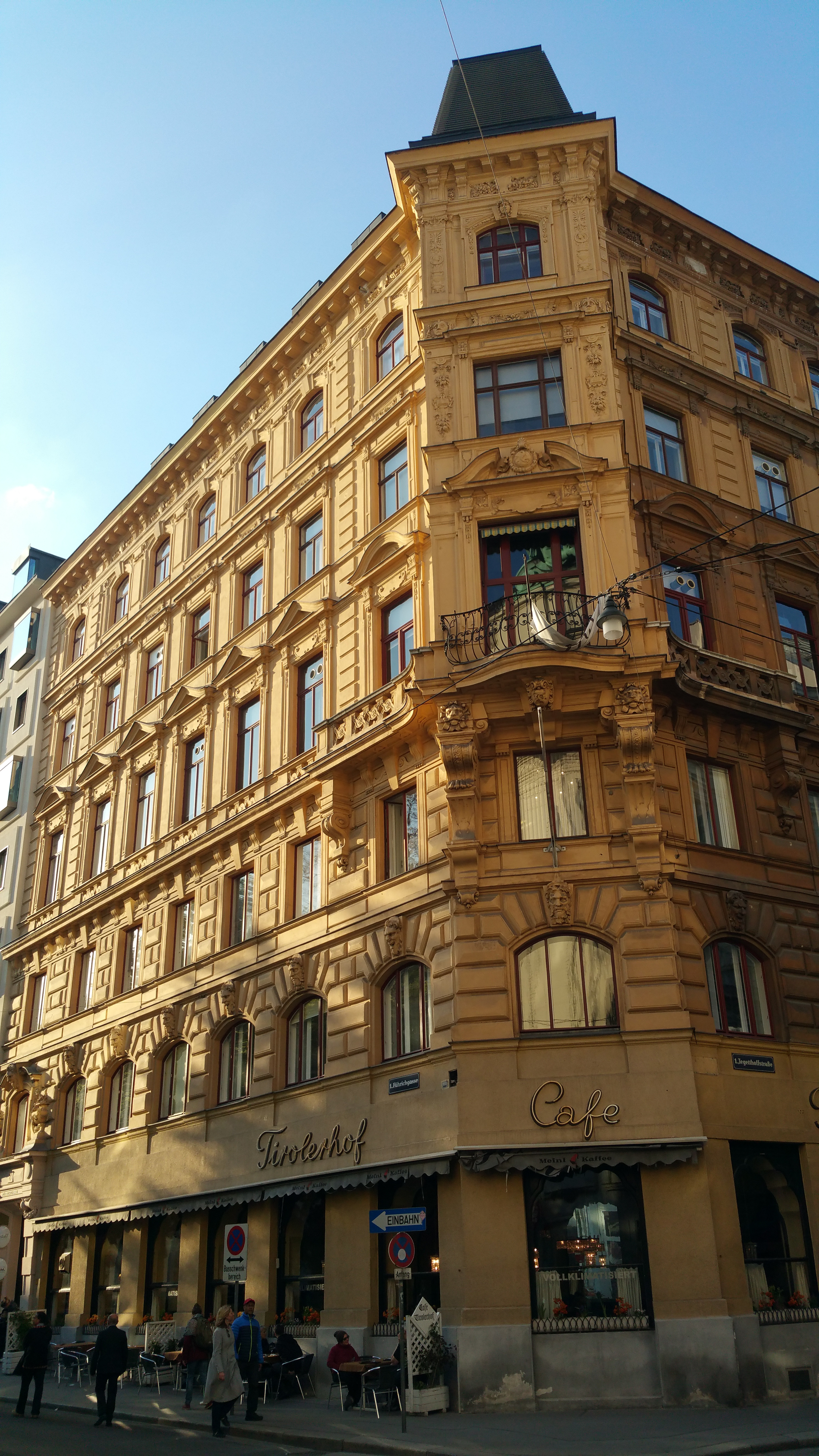
Führichgasse 8 (1885/86)

### Nr. 8: Café Tirolerhof
Das Haus an der Ecke Tegetthoffstraße / Führichgasse wurde 1885–1886 von Karl König im späthistoristischen Stil erbaut. An der Eckabschrägung fällt der reich dekorierte, dreigeschoßige Erker ins Auge mit seinem zu den seitlichen Achsen überlappenden Balkon. Maskenschlusssteine befinden sich an der rustizierten Sockelzone. In der Oberzone werden durch Rustizierung Risalite angedeutet, die Fenster besitzen Giebel. Über dem gerade verdachten gebänderten Hermenpilasterportal schließt eine Reihe Segmentbogenfenster mit maskenbesetzten Schlusssteinen an. Das L-förmige pilastergegliederte Foyer zeigt eine toskanische Stuckmarmorsäulenstellung zum Stiegenhaus. Eine bemerkenswerte Holztür ist mit toskanischen Pilastern, maskenbesetzten Volutenkonsolen und Ätzglas dekoriert.
Das Café Tirolerhof ging aus einer Molkerei hervor, die ihren Namen vom Landgut Tirolerhof bei Perchtoldsdorf hatte, ehe es seit 1918 zum Kaffeehaus wurde. Adolf Micharoli gestaltete 1924 das Innere mit orientalisierenden Jugendstilformen. 2002 erfolgte eine Innenrenovierung.

### Nr. 10: Hotel The Guesthouse Vienna
1953 errichteten Josef Heinzle und Stephan Simony an dieser Stelle ein Studentenheim. Dieses wurde 2012–2013 von Arkan Zeytinogul zu einem Hotel umgebaut, wobei das Innere entkernt, das Flachdach zu einem Dachgeschoß mit Satteldach ausgebaut und die Fassade neu gestaltet wurden. Die auskragenden Fensternischen und breiten Fenstereinrahmungen sollen an die historistischen Stuckfassaden der Nachbargebäude anschließen.

### Nr. 12: Historistisches Eckhaus
Das Haus an der Ecke Lobkowitzplatz / Führichgasse wurde 1884–1885 von Otto Wagner errichtet. Es handelt sich um ein historistisches Frühwerk des Architekten, das durch einen Eckrundturm akzentuiert wird. Das Gebäude liegt an der Hauptadresse Lobkowitzplatz 1 und steht unter Denkmalschutz.